# Mega Man 5
Mega Man 5, znany w Japonii jako Rockman 5 Blues no Wana!? (jap. ロックマン5 ブルースの罠!?; dosł. „Rockman 5: Pułapka Protomana!?”) – komputerowa gra platformowa na konsolę NES, stworzona przez firmę Capcom i wydana 4 grudnia 1992 roku w Japonii, w grudniu 1992 w USA oraz w 1993 w Europie. Jest to piąta część gry z serii Mega Man wydana na platformę NES.

## Fabuła
Akcja gry toczy się w futurystycznej przyszłości w roku 20XX. Minęły dwa lata po wydarzeniach z gry Mega Man 4, kiedy to szalony naukowiec Dr. Wily po raz kolejny chce zawładnąć całym światem. Proto Man, brat Mega Mana, sprzymierzeniec oraz najlepszy bohater na świecie, prowadzi armię robotów, która niszczy świat. Aby opanować świat, porywa jego twórcę oraz genialnego naukowca, Dr. Lighta. Mega Man zastanawia się, dlaczego jego brat przeszedł na ciemną stronę. Mega Man po raz kolejny musi stoczyć bitwę z 8 Mistrzami Robotów (Robot Masters), które zostały stworzone przez Proto Mana, a są to: Star Man, Gravity Man, Gyro Man, Stone Man, Crystal Man, Charge Man, Napalm Man i Wave Man, dostać się do fortecy Proto Mana, a w ostatecznej bitwie pokonać Dr. Wily'ego.